# Маркъс Сейки
Маркъс Сейки (на английски: Marcus Sakey) е американски телевизионен водещ и писател на бестселъри в жанра трилър и научна фантастика.

## Биография и творчество
Маркъс Сейки е роден през 1974 г. във Флинт, Мичиган, САЩ. Има брат – Мат. Влюбва се в литературата от дете и мечтае да бъде писател.
Учи в Университета на Мичиган пред 1992-1996 г. и завършва с бакалавърска степен по журналистика и политически науки. След дипломирането си работи общо в продължение на 10 години работи в областта на рекламата, първо в компания за графичен дизайн в Атланта, а от 2002 г. в Чикаго, където се премества след като се жени. В Чикаго в продължение на година посещава курс по творческо писане в Колумбийския колеж.
Първият му трилър „The Blade Itself“ е публикуван през 2007 г. и бързо става бестселър. Номиниран е за различни награди.
През 2008 г. е издаден романът му „Good People“, който през 2014 г. е екранизиран във филма „Добряците“ с участието на Джеймс Франко, Кейт Хъдсън и Том Уилкинсън.
През 2010-2011 г. заедно с още 25 прочути автори на криминални романи се събират, за да напишат заедно експресивния трилър „Няма покой за мъртвите“ („No Rest For the Dead“). Освен него участници са Джефри Дивър, Питър Джеймс, Сандра Браун, Тес Геритсън, Лайза Скоталайн, Реймънд Хури, Джон Лескроарт, и др., а световноизвестният Дейвид Балдачи изготвя предговора. Писателите влагат своята изобретателност, за да опишат превратната съдба на детектива Джон Нън, който се е справял перфектно в разследванията си. Но една-единствена грешка не му дава покой и последствията от нея го преследват с години.
През 2013 г. е публикуван трилърът му „Брилянтните“ от едноименната поредица. Правата му за екранизиране са откупени и е в процес на реализация с участието на Уил Смит.
В периода 2011-2012 г. е бил продуцент и водещ на телевизионното шоу „Hidden City with Marcus Sakey“ на „Travel Channel“.
Маркъс Сейки живее със семейството си в Чикаго.

## Произведения

### Самостоятелни романи
- The Blade Itself (2007)
- At the City's Edge (2008) – издаден и като „Accelerant“
- Good People (2008) – издаден и като „Too Good To Be True“
- The Amateurs (2009) – издаден и като „No Turning Back“
- No Rest for the Dead (2011) – с Джеф Абот, Лори Армстронг, Дейвид Балдачи, Сандра Браун, Томас Х. Кук, Джефри Дивър, Диана Габалдон, Андрю Ф. Гули, Ламия Гули, Питър Джеймс, Дж. А. Джайс, Фей Келерман, Реймънд Хури, Джон Лескроарт, Джеф Линдзи, Гейл Линдс, Алегзандър Маккол Смит, Филип Марголин, Майкъл Палмър, T. Джеферсън Паркър, Кати Райкс, Тес Геритсън, Матю Пърл, Джонатан Сантлоуфър, Лайза Скоталайн, Р. Л. Стайн и Марша Тали
Няма покой за мъртвите, изд.: ИК „Обсидиан“, София (2011), прев. Боян Дамянов

### Серия „Брилянтните“ (Brilliance Trilogy)
1. Brilliance (2013)
Брилянтните, изд.: ИК „Ибис“, София (2018), прев. Вера Паунова
2. A Better World (2014)
3. Written in Fire (2016)

### Новели
- As Breathing (2010)
- The Days When You Were Anything Else (2010)
- The Desert Here and the Desert Far Away (2010)
- Gravity and Need (2010)
- No One (2010)

### Сборници
- Scar Tissue (2010)

### Екранизации
- 2014 Добряците, Good People (2014) – по романа
- ?? Brilliance – по романа